# Pahl-Rugenstein Verlag
Der Pahl-Rugenstein Verlag (Abkürzung: prv) war ein Verlag mit dem Geschäftssitz in Köln. Der Verlag wurde nach 1989 durch ein Konkursverfahren liquidiert. Im Zuge der Abwicklung kam es zur Neugründung des Verlages Pahl-Rugenstein Nachf. mit dem Geschäftssitz in Bonn.  Die Nachfolgegesellschaft wurde wieder aufgelöst.

## Geschichte
Der Verlag wurde 1957 von dem Berliner Verleger Manfred Pahl-Rugenstein in Köln aus dem Umfeld der politischen Fachzeitschrift Blätter für deutsche und internationale Politik heraus gegründet, die ein Jahr zuvor zum ersten Mal erschienen waren. Langjähriger Geschäftsführer und Verlagsleiter war Paul Neuhöffer.

### Verlagsprogramm

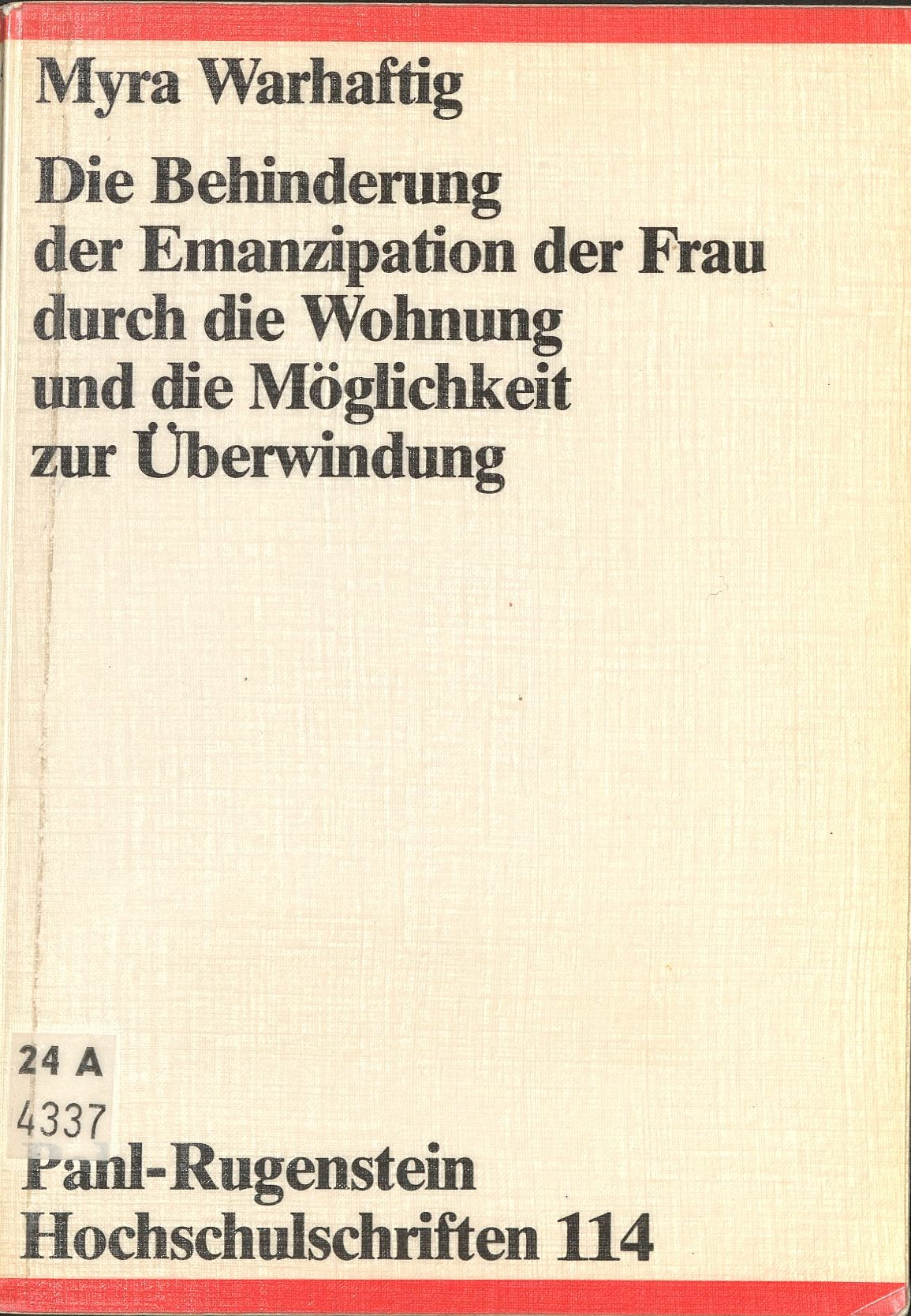
Myra Warhaftig (1982)

Der Schwerpunkt des Verlagsprogramms lag im Bereich des politischen Sachbuchs (neuere deutsche Geschichte und Politik einschließlich der politischen Theorie), vor allem bei Veröffentlichungen zu aktuellen gesellschaftlichen Fragen der Bonner Republik. Insbesondere wurden Themen aufgegriffen, zu denen in der Bundesrepublik soziale Bewegungen entstanden waren, so die Wiederbewaffnung nach dem Zweiten Weltkrieg und die Einbindung der Bundesrepublik in die NATO, sowie die Notstandsgesetze, gegen die sich die Außerparlamentarische Opposition gebildet hatte, gewerkschaftliche Fragen, später die Friedens- und Umweltbewegung und auch die Frauenbewegung und die Westdeutsche Studentenbewegung der 1960er Jahre. Paul Neuhöffer führte dazu aus, der Verlag habe sich als „publizistisches Forum aller progressiven Kräfte“ verstanden. „Der Pahl-Rugenstein Verlag nimmt Partei an der Seite all jener, die für Frieden und Demokratie eintreten, mag sich die jeweilige Person der Arbeiterbewegung oder dem bürgerlichen Lager verbunden fühlen.“ Es war ein wesentliches Ziel, der Entspannung und der Völkerverständigung zu dienen.
Man unterhielt enge Beziehungen zu Verlagen in der DDR, etwa zum Akademie Verlag, und vertrieb deren Sachbücher sowie wissenschaftliche Literatur – auch von sowjetischen Schriftstellern – in Lizenzausgaben auf dem westdeutschen Markt. Ein solches Mitdruckgeschäft war die Biographie über Friedrich Wilhelm Joseph Schelling von Steffen Dietzsch (ISBN 3-7609-0344-4), die 1978 im Urania Verlag Leipzig (DDR) und bei prv erschien. Im Gegenzug waren Bücher aus dem Programm von Pahl-Rugenstein im ostdeutschen Buchhandel erhältlich. Werke von DDR-Systemkritikern waren nicht im Programm. Der Verlag ließ auch Bücher in DDR-Druckereien herstellen.
Im Herbst 1987 legte der Verlag ein belletristisches Programm mit zwölf Titeln vor. Bisher hatte er nur Sachbücher verlegt, darunter auch wissenschaftliche Titel, u. a. die Reihe Hochschulschriften. Fast alle Titel waren vorher schon in anderen Verlagen erschienen und wurden jetzt als Lizenzausgaben oder als neue Auflagen herausgebracht.
Autoren des Verlages waren u. a.: Wolfgang Abendroth, Wilfried von Bredow, Eberhard Czichon, Wolfgang Däubler, Frank Deppe, Georg Fülberth, Sven Güldenpfennig, Jürgen Harrer, Florence Hervé, Jörg Huffschmid, Gerhard Kade, Jürgen Kuczynski, Reinhard Kühnl, Knut Nevermann, Reinhard Opitz, Helmut Ridder, Witich Roßmann, Winfried Schwamborn.
Seit 1979 erschien bei Pahl-Rugenstein der Frauenkalender Wir Frauen und seit 1983 wurden hier auch die alternativen Wirtschaftsgutachten („Memoranden“) der Bremer Arbeitsgruppe Alternative Wirtschaftspolitik veröffentlicht, die bis dahin im gewerkschaftlichen Bund-Verlag erschienen waren.
Für den Bereich der Stadt- und Raumplanung bedeutend war die Reihe StadtPlan – Planen Bauen Kommunale Politik mit sieben Bänden, herausgegeben von Klaus Brake, Joachim Brech, Eberhard Dähne, Klaus Diekhoff, Barbara Dietrich, Jörg Forßmann, Hans Harms, Jörn Janssen und Jürgen Rosemann.
Im Pahl-Rugenstein Verlag wurden die folgenden Zeitschriften gegründet und bis zum Konkurs herausgegeben:
- Blätter für deutsche und internationale Politik (gegründet 1957 und von der Blätter-Gesellschaft fortgeführt)
- Demokratie und Recht (gegründet 1972 und bis 1993 fortgeführt)
- Demokratische Erziehung (gegründet 1975)
- Demokratisches Gesundheitswesen (gegründet 1979)

Außerdem erschienen in dem Verlag die Dritte-Welt-Zeitschrift Antiimperialistisches Informationsbulletin, die Neue Stimme und die Zeitschrift für Sozial- und Zeitgeschichte des Sports. Nach der Übernahme des Röderberg-Verlages im Jahr 1987 gehörte in den Jahren vor dem Konkurs die Deutsche Volkszeitung/die Tat ebenfalls zum Verlagsprogramm. Mit der Absicht, ein belletristisches Programm aufzubauen, war der Weltkreis Verlag übernommen worden.

### Rechtsstreit mit Hermann Josef Abs
1970 erschien bei Pahl-Rugenstein Czichons Buch Der Bankier und die Macht. Hermann Josef Abs in der deutschen Politik, das den Verlag an den Rand des Ruins brachte: Hermann Josef Abs erwirkte 1970 wegen zahlreicher falscher Tatsachenbehauptungen über sein Verhalten in der Zeit des Nationalsozialismus eine Einstweilige Verfügung gegen das Buch und verklagte Autor und Verleger. Das Landgericht Stuttgart verurteilte Czichon und Pahl-Rugenstein zu DM 20.000 Schadenersatz. Abs verzichtete jedoch auf die Vollstreckung dieser Summe, weil sein Anwalt Josef Augstein (BRD) sich außergerichtlich mit dem Anwalt Friedrich Karl Kaul (DDR) darauf einigen konnte, dass weitere publizistische Angriffe auf die Deutsche Bank unterbleiben und namentlich die OMGUS-Berichte, die belastendes Material über Abs enthielten, nicht veröffentlicht werden sollten. Der SED-Führung, die den Pahl-Rugenstein finanzierte, war es dabei darum gegangen, den Verlag nicht zu gefährden. In den Akten des Ministeriums für Staatssicherheit heißt es, Pahl-Rugenstein sei „der einzige große Verlag in West-Deutschland, der nach außen hin einen liberalen Charakter hat und nicht als kommunistischer Verlag abgestempelt ist und ‚den wir an der Strippe haben‘“. Es sei außerordentlich mühsam gewesen, ihn aufzubauen, daher wäre es „außerordentlich schädlich, wenn der Verlag im Ergebnis der von Abs erhobenen Schadensersatzforderungen eingehen würde.“

### Ende der Finanzierung durch die DDR
Die geschäftlichen Ausweitungen führten im Jahr 1988 zu finanziellen Schwierigkeiten, da sich die Investitionen nicht auszahlten.
Der Verlag wurde maßgeblich von der DDR finanziert und bekam deshalb auch den Spitznamen „Pahl-Rubelschein“, nachdem dieser Sachverhalt bekannt geworden war. Die weitere Bezuschussung des Verlags sollte zu diesem Zeitpunkt über Anzeigenaufträge im Umfang von 1,5 Millionen DM, bei den Zeitschriften auch über Abonnements erfolgen; in beiden Fällen wurden im Zuge der Wende Verträge von DDR-Firmen vorzeitig gekündigt. Die SED beendete damals die Finanzierung westlicher Unternehmen im Umfeld der DKP.
Nachdem der Verlag bis dahin seine DKP-Nähe bestritten hatte, gab die Verlagsleitung im November 1989 zu, dass die Zahlungsunfähigkeit und der drohende Konkurs auf die ausgebliebenen Zahlungen aus der DDR zurückgingen. „‚Der Pahl-Rugenstein Verlag war kein DKP- und DDR-Verlag‘, hieß es nach dem Konkurs bei ehemaligen Beschäftigten, Autoren, Lesern“, schrieb Werner Rügemer in einem Rückblick auf die Ereignisse in der Zeitschrift Konkret. Rügemer führte weiter aus: „Hunderttausende Menschen haben die Bücher des PRV gekauft und hoffentlich Freude und Nutzen davon gehabt. Wenn sie nun erfahren, daß ihre politische Bildung von Ulbricht und Honecker mitfinanziert worden ist, sollte ihnen das kein schlechtes Gewissen machen. Gerade dieser Punkt sollte aber aus der politischen Bildung jetzt nicht ausgespart werden.“
Im Nachhinein wurde bekannt, dass zeitweilig zwei Mitarbeiter des Verlags zum Schein als Lektoren beschäftigt gewesen waren, deren Aufgabe es war, die westdeutsche Friedensbewegung über das Komitee für Frieden, Abrüstung und Zusammenarbeit (KOFAZ) im Auftrag ostdeutscher Stellen zu beeinflussen.

### Konkursverfahren, Liquidation und Nachfolger
Der Verlag hatte Ende 1989 noch 57 Beschäftigte. Am 15. Dezember 1989 wurde Konkurs angemeldet. Aus der Konkursmasse heraus erwarb Arnold Bruns den Namen des Pahl-Rugenstein Verlags und den größten Teil des Warenlagers. Die Bücher wurden danach zum Kauf angeboten.
Der ehemalige Lektor des Pahl-Rugenstein Verlags Jürgen Harrer gründete im Jahr 1990 gemeinsam mit Christa Herterich und Peter Bergmann den PapyRossa Verlag mit Sitz in Köln. Die implizite Bezugnahme auf den Pahl-Rugenstein Verlag kommt in den Initialen des neuen Verlagsnamens weiterhin zum Ausdruck.
Einige Autoren sind zu dem Namensnachfolger, andere zu Papyrossa gewechselt. Beide Verlage haben wesentliche Teile des verlegerischen Konzepts des Pahl-Rugenstein Verlags übernommen und weiterentwickelt.
Die meisten Zeitschriften des Pahl-Rugenstein Verlags wurden bei der Liquidation oder wenige Jahre danach eingestellt. Die juristische Fachzeitschrift Demokratie und Recht wurde noch bis 1993 im Demokratie und Recht Zeitschriften-Verlag fortgeführt. Die Blätter für deutsche und internationale Politik waren die einzige Zeitschrift, die sich vom Verlag lösen und sich mit einem Förderverein auf eigene Füße stellen konnte. Sie existiert bis heute. Die Deutsche Volkszeitung/die Tat schloss sich im Jahr 1990 mit der ostdeutschen Zeitung Sonntag zusammen. Hieraus entstand die Wochenzeitung der freitag.
Das Archiv des Pahl-Rugenstein Verlags war vom Einsturz des Kölner Stadtarchivs im März 2009 betroffen.